# Monumenta Germaniae Historica
Monumenta Germaniae Historica (förkortat MGH), är en samling källskrifter angående Tysklands medeltid, vars utgivning påbörjade 1826 av Gesellschaft für ältere deutsche Geschichtskunde med Georg Heinrich Pertz som huvudredaktör fram till 1873.
Bland övriga huvudredaktörer märks Georg Waitz 1875-1886, Wilhelm Wattenbach 1886-88, Ernst Dümmler 1888-1902, Oswald Holder-Egger 1902-06, Reinhold Koser 1906-14 och Paul Fridolin Kehr.
Från 1886 stod MGH under statlig ledning och hade sina lokaler i Preussische Staatsbibliotek. 1949 flyttades huvudlokalerna till München.
Till de ursprungliga fem serierna Scriptores, Leges, Diplomata, Epistulae och Antiquitates har senare tillkommit ytterligare serier. MGH var redan från början i fråga om historisk-kritisk metod mönstergivande och av stor betydelse för historisk tysk forskning.